# 一達流
一達流（いったつりゅう）は、捕縄術の流派のひとつ。

## 歴史
黒田藩に伝わった捕縄術の流派である。主に下級武士が学ぶ捕手術である「男業」のひとつとして伝えられた。
神道夢想流杖術と併修されることが多かった。25の形が伝わっている。

## 内容
早縄
一文字、菱、十文字、翅附
本縄
菱、十文字、一重菱、二重菱、眞翅附、馬上翅附、亀甲、矢筈、蜻蛉、揚巻、角違、眞二重菱、眞翅附、眞蜻蛉、眞亀甲、胸割一重菱、八方搦、櫓菱、切縄